# Torre Ramona
La Torre Ramona o  Ramon és un edifici de Subirats (Alt Penedès) declarat bé cultural d'interès nacional.

## Història
El 1493, el rei Ferran el Catòlic incorporà a la corona el terme de Subirats, i el 1513 vengué tots els delmes i drets que hi tenia a Miquel Joan Gralla, alt funcionari reial i mestre racional de Catalunya, per 30.000 sous. Casat amb Anna Desplà i de Corbera, filla i hereva de Guerau Desplà i d'Oms, i senyora d'Esponellà i Desgüell, fou succeït per Francesc Joan Gralla i Desplà, que faria construir el palau.
Casat amb Guiomar d'Hostalric i Sabastida, fou succeït per la seva filla Lucrècia Gralla i d'Hostalric, que el 1522 es va casar amb Francesc de Montcada i de Cardona, primer marquès d'Aitona, El 1611, el seu fill Gastó de Montcada i Gralla (1554-1626) va vendre tots els drets que tenia sobre aquestes terres a Josep de Milsocós per 37.600 lliures. El 1628 van passar al seu nebot Miquel de Ramon i de Milsocós (1622-1663), fill de la seva germana Agnès i de Josep de Ramon, castlà de Sedó de Torrefeta (Segarra).
El 1849, Paula de Ramon i de Tord es va casar amb Àlvar de Fortuny i de Sent-romà, per la qual cosa la casa va rebre el nom de Torre-ramona.

## Descripció
Està situat al costat sud de l'autopista AP-7, sota el Castell de Subirats. Es tracta d'un conjunt fortificat, format per un gran casal de planta quadrangular, precedit d'una plaça amb cases a banda i banda (que es perllonguen a cada costat de l'edifici principal) i tancada per un baluard format per un mur emmerletat, centrat per un portal allindat.
La construcció principal, de planta quadrangular i composta de planta baixa, pis i golfes, s'organitza entorn d'un pati central, descobert, de forma rectangular, i que al primer pis del costat N té una galeria d'arcs apuntats gòtics. La coberta de la casa és de teula àrab a quatre aigües.
La façana principal, força austera, és centrada pel portal d'accés, adovellat d'arc de mig punt, amb una finestras a cada banda, la de l'esquerra amb guardapols. Al primer pis, hi ha tres finestres rectangulars i allindanades amb una motllura a manera de guardapols amb uns relleus amb querubins i àngels. Al segon pis, a la finestra principal, hi ha un matacà, ben conservat, fet de pedra molt polida. a les golfes, s'hi obren tres senzilles finestres més. A la part posterior de l'edifici, s'hi va adossar en època més o menys recent, un cos només de planta baixa, que a nivell de la planta noble esdevé una gran terrassa.

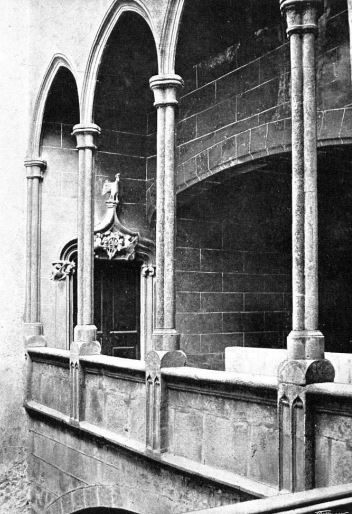
Any 1903

Les cases situades a banda i banda de la plaça centrada pel gran casal són de petites dimensions; consten de planta baixa i pis. Les obertures són en llur major part d'arc rebaixat, tot i que n'hi ha algues de totalment rectangulars; la segona casa entrant a la plaça a mà esquerra té el portal d'arc de mig punt amb grans dovelles, i les finestres allindanades de tradició conopial, similars a algunes de les que hi ha a la part posterior del gran casal.
El mur que tanca el conjunt és coronat per merlets dins els quals s'obren espitlleres horitzontals (les del costat dret entrant a la plaça semblen quadrangulars i mig tapiades), tot i que posteriorment s'hi adossaren sengles cases per la part exterior del conjunt, de manera que els merlets quedaren tapiats. Al final del reng de cases del costat dret (entrant a la plaça), ja al costat de l'edifici principal del qual queden separades per un passatge, hi ha un solar que té visible a la part posterior un mur amb merlets. Podem, doncs, suposar que a la part posterior de les cases s'hi deu conservar aquest mur emmerletat, encara que ara resti amagat pels arrebossats moderns. Tanmateix, per poder-ho confirmar, caldria dur a terme un estudi de paraments per poder-ho confirmar. Adossada a aquest mur amb merlets del solar no construït, ja en l'angle posterior dret del conjunt, hi ha una torre de defensa de planta quadrangular.